# 臨時航空隊
臨時航空隊（りんじこうくうたい）とは、日本陸軍が青島の戦いのために創設した航空兵力である。

## 概要

### 前史
- 1877年（明治10年）5月23日陸軍、海軍及び技術団体共同による気球の試作と実験が開始される。
- 1878年（明治11年）6月10日
- 1891年（明治24年）10月「ヤウン」型の気球をフランスから購入
- 1904年（明治37年）日露戦争で日本陸軍電信教導大隊内に臨時気球隊が編制され、旅順攻囲戦で偵察任務を行った。
- 1907年（明治40年）に鉄道連隊、電信大隊、気球隊を統括する交通兵旅団が設置され、近衛師団長の指揮下に置かれた。
- 1909年（明治42年）7月30日に臨時軍用気球研究会が創設され、初代会長には長岡外史陸軍中将が任命された。同会は大正9年5月14日まで存続し、軍用気球の運用は主に工兵が担当した。
- 1910年（明治43年）飛行場用地として所沢が決定（陸軍は所沢飛行場用地として768,873㎡を買収　）
- 1911年（明治44年）
  - 4月5日日本初の所沢飛行場開設と初飛行最初の飛行が徳川好敏大尉操縦によるアンリ・ファルマン機で行われた。
  - 6月9日日本初の野外飛行事故
  - 10月会式１号（徳川式）飛行機初飛行徳川大尉設計により製作された、国産初の軍用機
- 1914年（大正3年）6月28日第一次世界大戦勃発

### 編成
8月23日、有川鷹一工兵中佐を隊長として飛行・気球各一個中隊から編成、この時臨時軍用気球会の保有機は16機で、その中の作戦可能機の垂直尾翼に国籍標識「旭日」を記された。
1. 操縦将校

徳川好敏工兵大尉、長澤賢二郎工兵、内藤国太郎砲兵、真壁祐松歩兵、深山成人工兵、坂本真彦歩兵の各中尉、武田次郎輜重、小関観三歩兵少尉の8名
1. 偵察将校

弘中工兵少佐ほか２名ら
1. 青島攻撃の臨時航空隊

飛行中隊将校9名、同相当官2名、下士卒57名、軍属16名。

#### 出陣
所沢から官民の歓送をうけながら鉄道で広島まで輸送，宇品港から山東省に向かい、青島派遣軍独立18師団に編合、特に飛行中隊は小規模ながら初めて偵察飛行、空中戦、艦船及び軍事施設への爆撃を行った。
戦闘中の飛行中隊の出動回数86回、飛行時間延べ89時間、爆撃15回、投下爆弾44発が記録されている。

#### 凱旋
12月1日臨時航空隊の一部（伊藤赳工兵大尉以下55名）が所沢駅に帰還、尋常科6年生以上の生徒が駅で出迎えた。飛行機新道入口には凱旋門が造られ、山田呉服店では店頭に祝凱旋の看板を設置、夜は町主催の提灯行列が行われた。
大正4年1月1日には前年12月30日横浜入港の臨時航空隊（有川隊長以下残り全員）が午後7時に所沢駅に帰還した。
この時の戦利品が所沢航空参考館にも展示され、ドイツ製の大格納庫は現在も残されている。

#### 装備
- モ式二型機（1913型2号、3号、5号、8号の計4機）

詳しくはMF.7 (航空機)を参照
- ニューポールNG機

単発・複座偵察機。
全長：7.87m、全幅：10.88m、
エンジン：ノーム 50HP、武装：不明、
最高速度：110km/h 

大正2年にフランスから購入された機体。

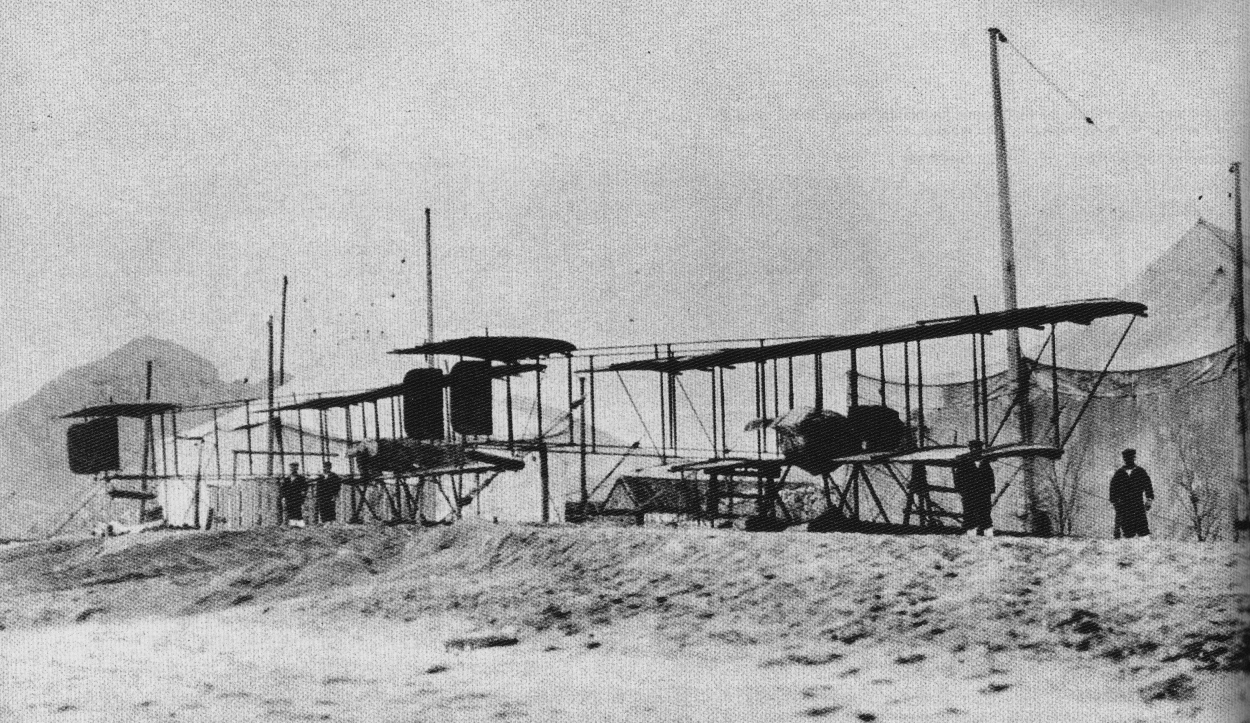
大日本帝国海軍の水上機母艦「若宮」所属の2機のモーリス・ファルマン水上機（青島、1914年）

原型のニューポールNMを少し小型化し、馬力が半分となっている。
座席は並列複座、つまり横に並んで座る形式になっている。
1機買っただけで終わったようだが、後年これをもとにした地上滑走練習機が数機つくられている。（1機）
- 馬5頭
- 繋留気球一個